# Summer Wars
Summer Wars (サマーウォーズ?, Samā Wōzu) è un film d'animazione giapponese fantascientifico del 2009 diretto da Mamoru Hosoda e prodotto dallo studio Madhouse. Il film è uscito nelle sale giapponesi il 1º agosto 2009 e ha poi ricevuto una distribuzione cinematografica limitata in altri Paesi. L'edizione italiana è stata commercializzata in DVD e Blu-ray dal 3 novembre 2010 dalla casa di distribuzione Kazé.
La pellicola segue il giovane, geniale e timido studente Kenji Koiso, che viene invitato dalla sua senpai Natsuki Shinohara a festeggiare il compleanno della bisnonna nella villa di famiglia a Ueda. Mentre Kenji conosce i numerosi membri della famiglia Jinnouchi lì riuniti, un'intelligenza artificiale anomala chiamata Love Machine minaccia di appropriarsi del mondo virtuale di Oz, e, a causa dei suoi legami sempre più stretti con in mondo reale, di gettare anche la Terra nel caos. Kenji e la famiglia Jinnouchi devono quindi collaborare per trovare un modo per porre fine al pericolo.
Il film ha ricevuto un'accoglienza positiva da parte della critica e del pubblico. È stato premiato come miglior film d'animazione al Mainichi Film Concours e agli Awards of the Japanese Academy nel 2010 e ha ricevuto una candidatura al Pardo d'oro al Locarno Film Festival del 2009 e Premi Oscar 2011 per il miglior film d'animazione.

## Trama
Kenji Koiso è un liceale, genio della matematica, con problemi di socializzazione. Spende la maggior parte del suo tempo in Oz, un mondo virtuale che permette di effettuare qualsiasi operazione come nel mondo reale. All'inizio delle vacanze estive gli viene offerto un lavoro da Natsuki Shinohara, la ragazza più popolare della scuola; quest'ultima infatti, spiega che vorrebbe una mano a celebrare il novantesimo compleanno della nonna. Sebbene Kenji non conosca esattamente i dettagli del piano, accetta la proposta e parte con la compagna per Ueda.
Arrivato alla grande casa della famiglia Jinnouchi, Kenji fa conoscenza con tutti i componenti della casata e incontra la nonna di Natsuki: Sakae Jinnouchi. Qui si svela il piano della studentessa che, per non presentarsi senza accompagnatore alla festa, convince la nonna che Kenji è il suo fidanzato e che un giorno si sposeranno; tutto questo all'insaputa di Kenji, che non può far altro che assecondare. La stessa sera incontra uno zio di Natsuki: Wabisuke Jinnouchi, che in un primo momento non sembra molto amichevole con il resto della famiglia.
Al momento di andare a letto Kenji riceve una strana lettera in codice da Oz, non perde tempo e la decifra, rispedendola al mittente. Il giorno dopo, con sua meraviglia, si trova al centro di un disastro colossale: Oz è stato violato e quest'ultimo è in subbuglio. Appare sui canali televisivi la sua immagine e si presume sia il colpevole. Durante la notte l'intelligenza artificiale Love Machine, ha infatti rubato l'account Oz di Kenji, facendo un disastro nell'intero mondo virtuale. Dato che ogni sistema elettronico si basa su Oz, l'intero Giappone viene bloccato ed è solo grazie alle capacità matematiche di Kenji, che questa situazione viene riportata alla quasi normalità. Tuttavia, Love Machine è un'intelligenza che si evolve continuamente, rubando account e distorcendo il resto di Oz. Ciò causa un malfunzionamento dei sensori cardiaci collegati alla nonna di Natsuki, che erano necessari per monitorare il suo stato di salute. Malauguratamente quest'ultima muore, scatenando un dolore comune a tutta la famiglia. Kenji allora prende forza e decide di distruggere Love Machine in un combattimento vero e proprio; per questo, chiede aiuto da parte di tutti i parenti della famiglia di Natsuki, compreso Kazuma Ikezawa (il cui avatar è il leggendario combattente di Oz, King Kazma).
Il piano ideato è quello di far cadere Love Machine in una trappola, così da rinchiuderlo e distruggerlo. Purtroppo il piano fallisce e ingrandendosi, la micidiale intelligenza artificiale prende il controllo dei sistemi GPS facendo deviare una sonda in rientro sulla Terra che, colpendo una centrale nucleare, potrebbe distruggere la vita sul pianeta. Cercando un modo di riprendersi i più di 400 milioni di account rubati dall'intelligenza artificiale, Kenji mette in atto un altro piano: sfidare Love Machine in un gioco, chiamato koi-koi nel casinò di Oz. È Natsuki, abile giocatrice, a sfidare il mostro artificiale e a lottare per la sua distruzione.
Il piano è un successo, l'intelligenza artificiale perde tutti i suoi account eccetto uno, con il quale riesce ancora a controllare il missile in orbita. Grazie alle sue capacità matematiche, Kenji riesce a deviare la sua traiettoria ed evitare la catastrofe, mentre Kazuma Ikezawa, con l'aiuto dei suoi familiari distrugge definitivamente Love Machine.
Finita la minaccia, la famiglia di Natsuki si appresta a festeggiare per la scampata catastrofe e a celebrare la morte della nonna novantenne, Natsuki bacia Kenji sulla guancia e quest'ultimo sviene. Il film termina con un'inquadratura della foto della nonna, che a differenza di prima, adesso sorride.

## Personaggi
Kenji Koiso (小磯 健二?, Koiso Kenji)
Il diciassettenne protagonista del film. È un mago della matematica e grande utilizzatore di Oz ma è meno capace di socializzare, specialmente con il suo amore Natsuki. Tuttavia, passa l'estate a difendere il mondo dalla minaccia che è Love Machine.
Natsuki Shinohara (篠原 夏希?, Shinohara Natsuki)
La diciottenne fonte degli amori di Kenji. Lo invita a conoscere la sua famiglia, con un intento nascosto. Il suo primo amore è stato Wabisuke.
Sakae Jinnouchi (陣内 栄?, Jinnouchi Sakae)
La nonna novantenne di Natsuki, colonna portante della famiglia. Pur avendo un'età avanzata, tiene insieme la famiglia con grande forza. La sua famiglia discende dal Clan Takeda, pertanto ha molte connessioni di alto grado, sia politiche che economiche.
Kazuma Ikezawa (池沢 佳主馬?, Ikezawa Kazuma)
Il cugino di Natsuki, ha 13 anni ed è campione di Oz con il profilo di King Kazma, aiuta Kenji nella battaglia contro l'intelligenza artificiale Love Machine. È un hikikomori che non lascia mai la sua stanza per vincere ogni sfida o combattimento nel mondo virtuale di Oz.
Wabisuke Jinnouchi (陣内 侘助?, Jinnouchi Wabisuke)
Ha 41 anni ed è un esperto in informatica e è professore all'Università Carnegie Mellon. È figlio illegittimo del nonno di Natsuki, ma è stato adottato da Sakae, ed è stato il primo amore della nipote Natsuki. È il creatore di Love Machine.

## Produzione

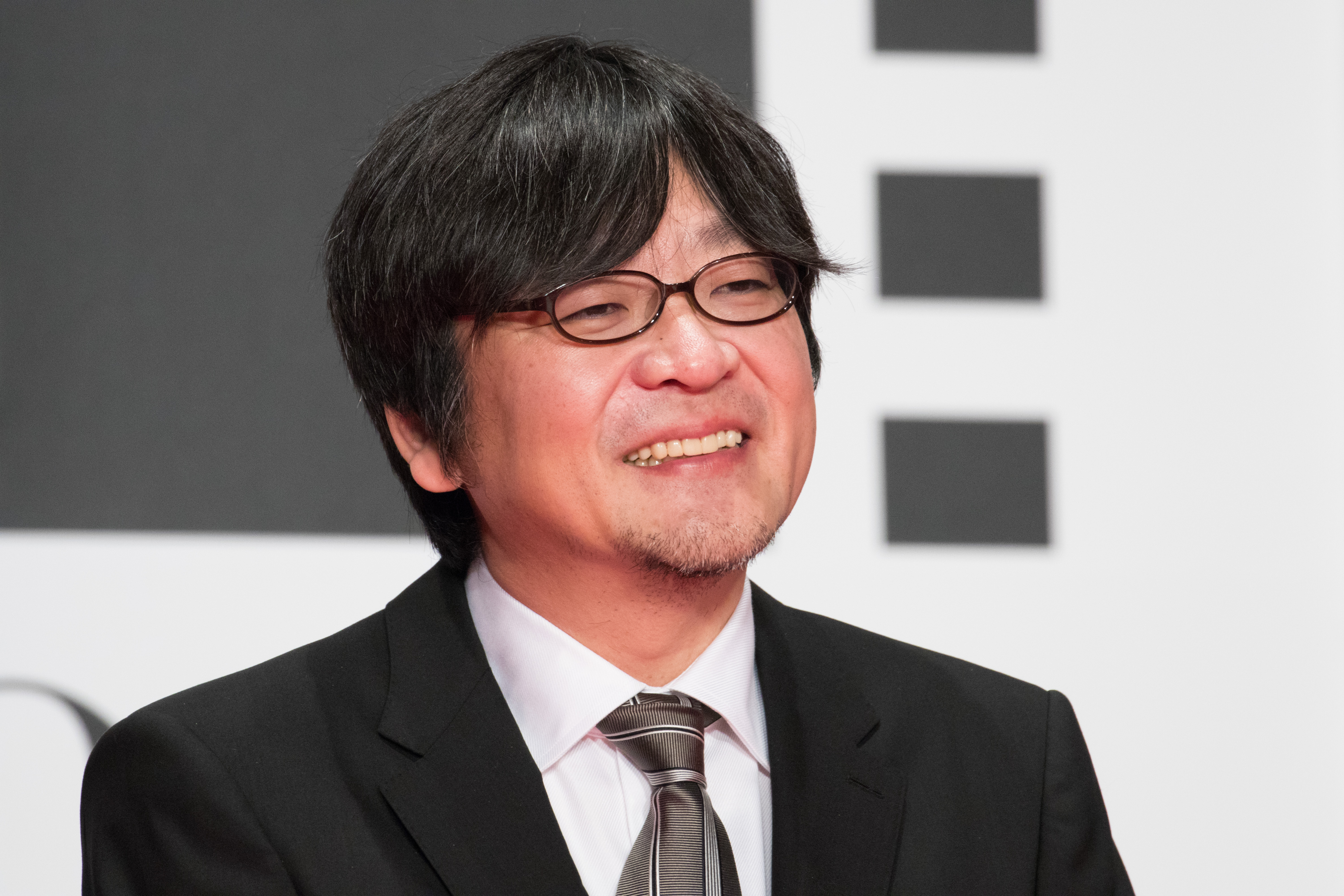
L'ideatore della storia e regista Mamoru Hosoda

Dopo il successo di critica e commerciale di La ragazza che saltava nel tempo allo studio Madhouse fu offerto di produrre un altro film anime stavolta basato su una sceneggiatura originale. La produzione di quello che divenne Summer Wars iniziò subito dopo la conclusione del precedente lungometraggio, nel 2006.
Il regista Mamoru Hosoda concepì una storia «su una famiglia numerosa che è improvvisamente messa alla prova da una crisi globale nell'Internet del futuro». L'ispirazione per usare una famiglia come base del film derivò dall'esperienza personale di Hosoda, che nel periodo tra la produzione dei due film ebbe modo di conoscere per la prima volta la famiglia della sua fidanzata e si sposò. Proprio l'incontro e le relazioni con i suoi nuovi parenti acquisiti e il senso di mistero e interesse nel formare una famiglia con persone che fino a poco prima erano dei perfetti sconosciuti furono lo stimolo che diede avvio al progetto. Il film evoca il ricordo di un Giappone scomparso, in cui le famiglie erano ancora numerose e si era soliti trascorrere molto tempo insieme sotto lo stesso tetto. Anche l'ambientazione bucolica della campagna della prefettura di Nagano contribuisce ad aumentare il senso di nostalgia per il passato. Come ambientazione principale venne infatti scelta la città di Ueda, vicino al luogo di nascita di Hosoda a Toyama, in quanto la sua storia e tradizioni erano state marcate dall'importante clan Sanada, i cui stretti legami familiari, senso di comunità e passato di samurai ben si legavano al tema del film e furono un'ispirazione per la famiglia Jinnouchi.
A fianco a questo contesto familiare Hosoda volle includere anche una visione più globale con il mondo informatico di Oz, per mostrare come il Giappone è connesso al resto del mondo e come la vita quotidiana si inserisce in un contesto globale. Oz è una rivisitazione delle reti sociali e come tale ha diversi punti in comune con piattaforme realmente esistenti come Second Life, Facebook o il sito di social networking giapponese Mixi, che il regista ha citato come influenza primaria. Queste due ambientazioni principali riflettono la volontà di Hosoda di creare un film diretto a tutti i target, età e sesso, un film per tutta la famiglia, con un certo senso di nostalgia per il passato e per la comunità familiare ma accessibile anche alle generazioni più moderne che sono cresciute in solitudine.
Alla produzione del film prese parte uno staff di oltre trecento persone. Il soggetto di Hosoda venne rielaborato dalla sceneggiatrice Satoko Okudera. Del character design si occupò Yoshiyuki Sadamoto, che aveva già lavorato in precedenza con Hosoda in La ragazza che saltava nel tempo. Sadamoto basò l'aspetto di Wabisuke su quello dell'attore giapponese Yūsaku Matsuda. Yōji Takeshige funse da direttore artistico e ricevette il compito di ricreare l'atmosfera dei paesaggi e delle case tradizionali giapponesi della zona di Ueda.
Per rimarcare anche stilisticamente le due diverse ambientazioni della storia Hosoda volle adottare degli stili di animazione differenti: l'animazione tradizionale disegnata a mano per le scene del mondo reale e l'animazione digitale per l'ambiente virtuale di Oz. Hiroyuki Aoyama fu nominato direttore dell'animazione per la parte tradizionale e Tatsuzo Nishida direttore per il mondo digitale. I due coordinarono un team di 48 animatori-chiave. L'animazione al computer costituisce circa il 30% del film. Per la sua realizzazione Hosoda si rivolse allo studio di animazione digitale Digital Frontier. Il regista voleva dare la sensazione di un ambiente pop, variegato e colorato, usato quotidianamente da milioni di persone, che venne ricreato da Digital Frontier tramite una cura particolare per i dettagli, il fashion e la moda, ad esempio attraverso la creazione di numerosi avatar con colori e design variegati.
Nel concepire il nome di Oz, Hosoda prese ispirazione da quello di un supermercato, mentre i colori e il design del mondo virtuale si rifanno ai videogiochi Nintendo. L'estetica di Oz è stata paragonata da numerosi revisori anche allo stile di Takashi Murakami; pur affermando di ammirare le opere d'arte di Murakami, Hosoda affermò di aver progettato il social network in quel modo perché attratto da un aspetto semplice, pulito e ordinato e senza cercare di imitare coscientemente lo stile di Murakami. Per lo scontro finale del film il regista decise di includere l'hanafuda, invece di altri giochi più conosciuti, perché si tratta di un passatempo legato indissolubilmente alla cultura giapponese e alle feste tra parenti.
A causa del vasto cast di personaggi il team ebbe qualche difficoltà nel coordinare tutte le varie fasi di produzione e il film richiese tre anni di lavorazione.

## Colonna sonora
La colonna sonora di Summer Wars è stata composta da Akihiko Matsumoto. Essa venne raccolta in un CD composto da 18 tracce, intitolato Summer Wars Original Soundtrack (「サマーウォーズ」 オリジナル・サウンドトラック?, Samā Wōzu Orijinaru Saundotorakku), e pubblicato da VAP il 9 luglio 2009. Rimase nelle classifiche musicali Oricon per quattro settimane e raggiunse la posizione 112.
1. Kasō toshi Oz (仮想都市OZ?) – 2:53
2. Overture of the Summer Wars – 4:41
3. Jinnouchi-ke (陣内家?) – 1:38
4. Wabisuke (侘助?) – 1:17
5. 2056 – 1:06
6. Yukaihan (愉快犯?) – 5:19
7. KING KAZMA – 3:07
8. Kenji (健二?) – 1:01
9. Sakae no katsuyaku (栄の活躍?) – 3:09
10. Jinnouchi-ke no danketsu (陣内家の団結?) – 5:37
11. Sentō futatabi (戦闘ふたたび?) – 3:29
12. Hōkai (崩壊?) – 1:42
13. Tegami (手紙?) – 3:30
14. Minna no yūki (みんなの勇気?) – 1:34
15. Ichi oku go senman no kiseki (1億5千万の奇跡?) – 3:33
16. Saigo no kiki (最後の危機?) – 1:14
17. The Summer Wars – 1:52
18. Happy End – 2:16

Per il film venne composta anche una sigla musicale, Bokura no natsu no yume (僕らの夏の夢? lett. "Il nostro sogno estivo"), scritta e interpretata da Tatsuro Yamashita e pubblicata da Warner Music Japan come singolo il 19 agosto 2009. Il singolo raggiunse l'ottavo posto nelle classifiche Oricon.

## Promozione
Summer Wars venne annunciato alla Tokyo International Anime Fair del 2008. Già prima della sua uscita il film generò un alto livello di aspettativa a causa del successo di pubblico e di critica della precedente collaborazione tra Madhouse e Hosoda ne La ragazza che saltava nel tempo. Kadokawa Shoten promosse il film online attraverso il proprio canale YouTube, rivolgendosi a fan giapponesi e internazionali. L'8 aprile 2009 fu pubblicato un teaser trailer in alta definizione seguito da un trailer più lungo il 16 giugno. Il 29 luglio il sito web giapponese Yahoo! Movies trasmise in streaming i primi cinque minuti del film e Kadokawa caricò il filmato sul proprio canale YouTube diversi giorni dopo per renderlo disponibile al pubblico internazionale. L'editore distribuì online anche due spot televisivi di 15 secondi del film.
Summer Wars faceva parte di una più ampia strategia di distribuzione cinematografica di Madhouse per produrre un nuovo film a ogni stagione per un totale di quattro nuove pellicole all'anno. L'uscita di Summer Wars fu seguita da Shinko e la magia millenaria e Yona Yona Penguin rispettivamente in autunno e inverno 2009, con Redline distribuito a primavera 2010.

## Distribuzione

### Data di uscita

Logo del film

Summer Wars debuttò in Giappone il 1º agosto 2009. La distribuzione cinematografica internazionale fu piuttosto limitata. Il film venne proiettato con un'ampia copertura solo in Corea del Sud da CJ Entertainment dal 12 agosto, a Singapore da Cathay Organization dal 25 febbraio 2010, a Taiwan da Mighty Media dal 4 giugno 2010, in Francia da Eurozoom dal 9 giugno 2010, in Germania da AV Visionen dal 12 agosto 2010 e in pochi altri paesi.
Ben più numerosi i paesi e i festival cinematografici che dedicarono al film una distribuzione limitata. La première internazionale di Summer Wars avvenne in concorso al Locarno Film Festival il 12 agosto 2009. A questo seguirono proiezioni al Leeds International Film Festival il 20 novembre, al Festival internazionale del cinema di Dubai il 10 dicembre, al Festival internazionale del cinema di Berlino il 16 febbraio 2010, al Buenos Aires International Festival of Independent Cinema il 10 aprile 2010, all'Amsterdam Fantastic Film Festival e al Festival internazionale del cinema fantastico di Bruxelles rispettivamente il 16 e 18 aprile, all'IndieLisboa il 28 aprile, e in Australia il 14 giugno nell'ambito del Sydney Film Festival e l'8 agosto al Melbourne International Film Festival.
In Nord America Summer Wars ebbe la sua anteprima il 26 febbraio 2010 come evento di apertura dell'annuale New York International Children's Film Festival. La proiezione avvenne alla presenza del regista Mamoru Hosoda, il quale al termine della visione rispose alle domande del pubblico attraverso un interprete. Dopo altre apparizioni in festival cinematografici negli Stati Uniti, Funimation e GKIDS promossero una distribuzione cinematografica limitata della pellicola in versione doppiata in città e cinema selezionati nel corso del dicembre 2010 e gennaio 2011. In Canada il film venne proiettato a luglio 2010 durante il Fantasia International Film Festival di Montreal.
Per celebrare il decimo anniversario dell'uscita di Summer Wars, lo Studio Chizu, fondato nel frattempo da Hosoda, annunciò nel 2019 una versione 4DX del film che venne proiettata in alcuni cinema giapponesi a partire dal 17 gennaio 2020.

### Edizioni home video
Summer Wars fu commercializzato in Giappone in DVD e Blu-ray a partire dal 3 marzo 2010 da VAP. La versione in DVD uscì con in allegato un libretto di 16 pagine, degli adesivi di Oz, e come contenuti aggiuntivi trailer, spot, anteprime e interviste al cast e al regista Mamoru Hosoda. La prima edizione limitata in Blu-ray includeva le stesse caratteristiche, oltre a delle carte hanafuda, un artbook e un documentario sul making of del film. Al momento della pubblicazione il film divenne il Blu-ray anime più venduto in Giappone nella prima settimana di uscita, con 54 000 copie vendute, superando il precedente detentore del record Evangelion: 1.0 You Are (Not) Alone. L'edizione giapponese in Blu-ray di Summer Wars venne candidata da The Digital Entertainment Group Japan per un Blu-ray Prize nella categoria interattività.
In Europa le edizioni home video DVD e Blu-ray del film furono distribuite a partire dal 3 novembre 2010 dalla francese Kazé. I primi DVD per il mercato italiano presentati in anteprima al Lucca Comics & Games dovettero essere sostituiti a causa della mancanza della traccia audio italiana. Il distributore britannico Manga Entertainment pubblicò Summer Wars nel Regno Unito il 28 marzo 2011. In Nord America l'uscita home video del film avvenne il 15 febbraio 2011 per conto di Funimation.

## Accoglienza

### Incassi
Il produttore e fondatore dello studio Madhouse Masao Maruyama affermò, prima dell'uscita del film, che le prevendite dei biglietti erano molto alte. In Giappone Summer Wars esordì al settimo posto al botteghino durante il weekend di apertura, incassando l'equivalente di 1.338.772 dollari in 127 teatri. In 21 settimane di programmazione guadagnò 17.425.019 dollari, collocandosi, con 1,65 miliardi di yen, al 24º posto nella lista dei film di maggiore incasso del 2009 in Giappone. Nel resto del mondo i guadagni furono di circa un milione di dollari, portando il totale a 18.434.328.

### Critica
Summer Wars ricevette giudizi positivi in Giappone e da parte della critica specializzata. Mark Schilling del Japan Times ha valutato il film 5 stelle su 5 e lo ha lodato per l'approccio innovativo, che non si limita a riproporre situazioni e temi ritriti, ma esplora un'ambientazione contemporanea e attuale, fornendo un'interessante analisi sociale sul passaggio dal mondo analogico del passato all'era digitale dei social network. Ha inoltre celebrato il lavoro di Hosoda, Aoyama, Nishida e Sadamoto per aver prodotto «scene animate spettacolari, che, nella loro stupefacente fluidità e immaginazione sfrenata, fanno sembrare i soliti anime di fantascienza/fantasy infantili e noiosi».
Per The Encyclopedia of Science Fiction il film è ben costruito, bilanciato, ed è una «dimostrazione riuscita dell'interconnessione tra tutte le cose, dalle reti informatiche, ai social media, ai legami familiari». Gli unici elementi che sono stati criticati sono le implicazioni politiche e ideologiche di avere il cattivo Love Machine creato dall'esercito americano, e lo scontro finale basato sul gioco di carte giapponese hanafuda, che risulta sconosciuto e incomprensibile alla maggior parte degli spettatori stranieri. Justin Sevakis di Anime News Network ha assegnato al film la valutazione massima e lo ha definito «un mix quasi perfetto di satira sociale e fantascienza, allo stesso tempo attuale e senza tempo, ironico e ottimista [...] incredibilmente divertente e intrigantemente intelligente. Accessibile e veloce. Praticamente perfetto».
Diversi recensori elogiarono la capacità del lungometraggio di funzionare a livello di intrattenimento, presentandosi superficialmente come un blockbuster estivo che combina abilmente sentimentalismo, humor e azione, ma di veicolare al tempo stesso temi attuali e una storia non banale. La sceneggiatura venne lodata per il suo equilibrio e la capacità di giostrare una trama ambiziosa, le due ambientazioni di Oz e del mondo reale e le diverse linee narrative, senza sforzo e senza perdere di vista il proprio messaggio. Ne è un esempio il vasto cast di personaggi, in cui ogni figura non è una semplice macchietta, ma è caratterizzata in modo soddisfacente, a tutto tondo. Inoltre ricevettero apprezzamenti il character design e l'animazione. La critica anime notò nella pellicola una maturazione di Hosoda rispetto ai suoi primi lavori, tanto che Summer Wars è frequentemente citato come il suo film più riuscito e amato dal pubblico.
La critica cinematografica mainstream occidentale riservò ugualmente al film critiche perlopiù positive. L'aggregatore di recensioni Rotten Tomatoes registra che delle 22 valutazioni raccolte il 77% risulta positivo, con una media voto di 7,1/10. Su Metacritic, invece, la pellicola riporta una valutazione di 63/100, basata su 12 recensioni professionali. I due aspetti più discussi furono la narrazione e lo stile. Per il quotidiano coreano Herald Business «il film ha una struttura solida che desta abbastanza interesse. Mostra nel dettaglio l'impatto del collasso del mondo digitale, che domina ormai la vita quotidiana degli individui. Tocca i limiti più estremi di quell'Internet che siamo soliti usare con noncuranza. Tuttavia, finisce con un sorriso invece che con la paura e l'orrore perché il regista Hosoda mette comunque la famiglia al primo posto». Il Los Angeles Times ha affermato che il film è «un superbo esempio di anime giapponese, che bilancia la fantasia della fantascienza con un inno al valore senza tempo della vita familiare» e che è visivamente magnifico; lo ha inoltre definito «un intrattenimento per famiglie sofisticato ma toccante, con un fascino che va oltre gli appassionati di animazione giapponese».
Nella sua recensione per Variety il critico Peter Debruge ha sostenuto che Hosoda trova il giusto equilibrio tra dramma sentimentale e la tensione e l'azione di Oz, pur ritenendo lo svolgimento a tratti troppo implausibile, e ha elogiato l'animazione in computer grafica. Anche il New York Times ha dato una valutazione positiva del film, chiamandolo «eccellente» e lodando la regia di Hosoda. Per la rivista britannica Time Out, «sebbene il focus principale della storia sia la moderna dipendenza dalla tecnologia, la sua visione inattesa, lucida e complessa dell'amicizia, famiglia e comunità è quello che conferisce al film la sua anima»; questo messaggio è inoltre veicolato da una «sintesi grandiosa tra scene tradizionali disegnate a mano e animazioni in computer grafica fluide, vivide ed esplosive». Per il francese Le Monde «il contrasto tra il Giappone tradizionale, provinciale e aristocratico della famiglia protagonista e il mondo virtuale di Oz» è rimarcato in modo un po' troppo dimostrativo, pesante e didascalico, ma «l'eleganza dell'animazione tradizionale e la creatività della rappresentazione digitale del mondo di Oz» compensano questa mancanza.
Più critici nei confronti della trama furono: il Wall Street Journal, per il quale solo l'animazione di prima classe ravviva una narrazione che è «un miscuglio ingestibile di dramma familiare e attacco informatico, apocalisse imminente, avatar sgargianti, videogiochi immersivi e intelligenze artificiali fuori controllo»; il Washington Post, che ha ritenuto che l'enfasi posta sulle relazioni familiari a discapito del mondo digitale fa scadere il film nel melodrammatico, reso però in modo poco convincente a tratti sdolcinato e a volte blando; e l'Hollywood Reporter, che ha affermato che «la narrativa [eccessivamente] contorta potrebbe essere troppo difficile da seguire per gli spettatori più giovani», ma che «l'ambizione tematica del film e l'impressionante stile visivo» tutto sommato lo rendono uno dei film anime più interessanti giunti in Occidente.

## Riconoscimenti
2009:

Copertina dell'edizione italiana Complete Edition del manga

- Gertie Award per il miglior film d'animazione al Sitges - Festival internazionale del cinema fantastico della Catalogna[61]
- Premio per i nuovi media dal Ministero dell'economia, del commercio e dell'industria del Giappone al congresso annuale della Digital Content Association of Japan[62]
- Grand Prize nella categoria animazione al 13° Japan Media Arts Festival[63]
- Candidato per il Pardo d'oro al Locarno Film Festival; primo film d'animazione giapponese a essere incluso come concorrente al festival[64]
- Candidato per il miglior film d'animazione agli Asia Pacific Screen Awards[65]

2010:
- Premio per la migliore animazione al Tokyo Anime Awards Festival[66]
- Premio per il miglior film d'animazione al 64º Mainichi Film Concours[67]
- Award of Excellence in Animation[68] e miglior film d'animazione[69] agli Awards of the Japanese Academy
- Migliore opera al 41º Premio Seiun[70]
- Candidatura per la miglior regia in un film d'animazione agli Annie Award per Mamoru Hosoda[71]

2011:
- Candidato per il miglior film d'animazione agli 83ª Premi Oscar[40], ma non è stato selezionato per la short list finale[72]

## Altri media
Per promozionare il film in uscita venne prodotto un adattamento manga tie-in. Il fumetto, che riprende la sceneggiatura e il character design originali, è stato realizzato da Iqura Sugimoto ed è stato serializzato sulla rivista Young Ace di Kadokawa Shoten da luglio 2009 a maggio 2010. Il primo tankōbon è uscito in Giappone il 10 agosto 2009 e in tutto ne sono stati raccolti tre volumi. L'edizione italiana del manga è stata pubblicata in tre volumi da Panini Comics nel corso del 2011.
Una storia secondaria è stata pubblicata sempre sotto forma di manga con il titolo Summer Wars gaiden nel numero di luglio 2009 della rivista Comp Ace.
Una trasposizione in forma di light novel è stata scritta da Kyohei Iwai e pubblicata il 25 luglio 2009 da Kadokawa Shoten. L'edizione italiana è stata pubblicata da Panini Comics il 13 maggio 2021 con il titolo Summer Wars - Il romanzo.